# 잎갈나무
잎갈나무(학명: Larix olgensis var. koreana)는 한국·중국 등지에 분포하는 낙엽 침엽교목으로 이깔나무라고도 한다. 높이 37m, 지름 1m 정도이고 가지가 수평으로 퍼지거나 밑으로 처진다. 잎은 모여나며 짧은 가지의 것은 길이 15-30mm, 너비 1-1.5mm이며 긴 가지의 것은 길이 10–15 cm, 너비 2.8mm 정도이다. 꽃은 5월에 피며 암수한그루이고 수꽃이삭은 장타원형이며 암꽃이삭은 넓은 난형으로 황갈색이다. 열매는 구과로서 길이 15-35mm의 난형 또는 타원형이며 다갈색의 실편은 25-40개이고 9월경에 익는다.

## 분류
잎갈나무(Larix olgensis)는 한국에 다음 세 품종이 자라고 있다.
- 잎갈나무 Larix olgensis var. koreana (Nakai) Naka.
- 만주잎갈나무 Larix olgensis var. amurensis.
- 청잎갈나무 Larix olgensis var. viridis.

학자에 따라서 잎갈나무를 다우리아잎갈나무의 한 품종인 Larix gmelinii var. olgensis (Ostenf. & Syrach)로 보기도 한다.